# Майгаза
Майгаза́ (рос. Майгаза; башк. Майғаҙы) — село у складі Білокатайського району Башкортостану, Росія. Адміністративний центр Майгазинської сільської ради.
Населення — 672 особи (2010; 879 в 2002).
Національний склад:
- росіяни — 61 %
- башкири — 33 %